# El exorcismo de Dios
The Exorcism of God (titulada: El exorcismo de Dios en Hispanoamérica) es una película de terror y suspenso de 2022, coproducida entre Venezuela, Estados Unidos y México, dirigida por Alejandro Hidalgo, escrita por Santiago Fernández Calvete junto con el propio Hidalgo y fotografiada por el venezolano Gerard Uzcátegui. 
La cinta fue producida por Epica Pictures, Kabche Films y Terminal y planea estrenar en cines el 17 de febrero de 2022 en Estados Unidos e Hispanoamérica, luego de su paso por distintos festivales de cine cómo Festival de Cine de Sitges en España y el Fantastic Fest en Estados Unidos. La cinta está protagonizada por Will Beinbrink, Joseph Marcell, María Gabriela de Faría, Hector Kotsifakis, Irán Castillo, Raquel Rojas y Juan Ignacio Aranda.

## Sinopsis
El padre Peter Williams (Will Beinbrink), un exorcista estadounidense, es poseído por el demonio que intentaba expulsar del cuerpo de una joven y por el mismo demonio, se ve obligado, contra su voluntad, a cometer el más terrible sacrilegio. Dieciocho años después, tratando de mantener su culpa enterrada bajo los trabajos de caridad en favor de pobres en un pequeño pueblo de México, Peter descubre que el demonio ha regresado. 
Esta vez el Diablo ha poseído a una joven llamada Esperanza (María Gabriela de Faría), y además, también desata una enfermedad mortal entre los niños del pueblo. Pero su verdadero fin es otro: poseer el alma de Peter.
Para exorcizar a Esperanza, Peter debe confesar su pecado, pero si lo hace, se condenará no solo a un destino de excomunión, sino a sacrificar su fe, su hogar, su alma y la posibilidad de salvar a las personas que más ama.

## Reparto
- Will Beinbrink como Padre Peter Williams
- María Gabriela de Faría como Esperanza
- Irán Castillo como Magaly
- Joseph Marcell como Padre Michael Lewis
- Evelia Di Gennaro como Hermana Camila
- Hector Kotsifakis como Dr. Nelson
- Juan Ignacio Aranda como Obispo Balducci
- Raquel Rojas como Silvia
- Alfredo Herrera como Jesucristo poseído
- Eloísa Mataren como Virgen Poseída
- Christian Rummel y Johanna Winkel como Balban (voz de hombre y mujer, respectivamente)
- Víctor Mieses (Jorge)

## Producción
Las primeras  ideas para el guion de la película se dieron luego de que el director filmara La casa del fin de los tiempos, ya que el director tenía la ilusión de realizar una película de exorcismos. Luego de ver la cinta The Devil Inside (2012) comenzó a desarrollar el guion con la cineasta venezolana  Gigi Romero. Originalmente Romero sería la directora, sin embargo, tras diferencias creativas, la cineasta salió del proyecto, quedando totalmente al mando de Hidalgo. Luego de eso, contactó a Santiago Fernández Calvete para colaborar en la escritura con él. Con el libreto listo comenzó a buscar financiación en Estados Unidos. La cinta se filmó en 2021 en locaciones de México cómo Tepoztlán y el Desierto de los Leones en Ciudad de México.
Will Beinbrink, actor estadounidense se unió al proyecto junto al británico Joseph Marcell y a la venezolana María Gabriela de Faría para protagonizar el filme, estando también dentro del elenco Hector Kotsifakis, Irán Castillo y Juan Ignacio Aranda.